# 盧靖枝
盧靖枝（英語：Lu Jing-jhih，1945年—2023年9月11日），臺南關廟人，竹編工藝家。於1940年代創立在地工藝社，將臺灣魚籠、畚箕等竹手工藝品推展銷售至美國、日本。2010年獲臺南市登錄竹藤編保存者。

## 生平
1945年出生於臺南縣關廟鄉香洋村，竹編世家第四代，1953年進入關廟小學就讀，自學竹編技法，國小畢業後正式從事竹編工作。1966年與張平山結婚，並成立「廣益手工藝社」將竹編作品外銷推展至美國、日本，也擔任臺灣省合作事業管理處關廟竹器生產技術訓練班教師。1974年改組廣益手工藝社為靖山工藝社，生產魚籠銷日，其商標為「籠寅」；1976重組成立靖山企業有限公司廣大外銷商標「籠寅」與「靖山」。
1980年代，臺灣竹編產業漸漸蕭條並面臨轉型，盧靖枝轉以教學來推廣竹編技藝，分在臺南、高雄、臺中、彰化、雲林、嘉義等地傳授竹藝，並應邀參加展覽，於臺灣各地縣市文化中心及日本皆曾展出。作品「福星高照」、「玲瓏慧籃」分別於1999年、2000年獲得獲國立傳統藝術中心籌備處第二屆及第三屆傳統工藝獎佳作。2010年獲臺南市登錄「盧靖枝竹編工藝」為臺南市市定傳統藝術，盧靖枝為技藝保存者。

## 相關出版
- 江韶瑩、盧靖枝作，蘇盟淑圖繪。 《長枝仔的春天：盧靖枝竹藝專輯》。臺南縣立文化中心，1994。
- 臺南縣關廟鄉公所編印。 《關廟風情導覽手冊》。臺南縣關廟鄉公所，2002。
- 臺南縣關廟鄉公所編印。 《濃濃關廟情 戀戀香洋風》。臺南縣關廟鄉公所，2010。
- 蘇于雅。 《戰後初期關廟與布袋外銷工藝產業發展之比較研究》。國立雲林科技大學，2003。
- 《人間國寶叢書4－巧編福竹：盧靖枝生命史》。臺南市政府文化局，2016。
- 傳承竹編竹40年 盧靖枝不改其志 （页面存档备份，存于）
- 立志設竹編博物館 盧靖枝與張永旺母子同心推廣教學 壯大產業 （页面存档备份，存于）
- 竹編國寶盧靖枝收徒 八年級張雅婷圓竹編夢[永久]

## 外部連結
臺南市政府文化局 （页面存档备份，存于）
臺南市文化資產管理處 （页面存档备份，存于）